# Ole Bremseth
Ole Bremseth född 2 januari 1961 i Drammen, uppväxt i Hokksund i Buskerud fylke, är en norsk tidigare backhoppare som tävlade för Hokksund Idrettslag.

## Karriär
Ole Bremseth debuterade internationellt i tysk-österrikiska backhopparveckan (och världscupen som arrangerades första gången säsongen 1979/1980) i Oberstdorf 30 december 1979. Han blev nummer 70 i första tävlingen. Första pallplatsen i en deltävling i världscupen kom i Sapporo i Japan 14 februari 1981 där han tog andraplatsen. Första segern i världscupen tog Bremseth i Lahtis i Finland 4 mars 1982. Bremseth har tävlat fyra säsonger i världscupen. Hans bästa resultat kom i säsongen 1981/1982, då han blev nummer 5 totalt, 53 världscuppoäng efter segrande Armin Kogler från Österrike. Bremseth har 6 delsegrar i världscupen, den sista kom i Planica 28 mars 1982.
Höjdpunkten i Ole Bremseths backhoppningskarriär var Skid-VM 1982 på hemmaplan i Holmenkollen i Oslo. I första tävlingen i normalbacken (Midtstubakken) lyckades Bremseth vinna en bronsmedalj. Armin Kogler vann tävlingen endast 0,7 poäng före Jari Puikkonen från Finland och 3,5 poäng före Bremseth. I lagtävlingen i Holmenkollbakken vann det norska laget (Johan Sætre, Per Bergerud, Ole Bremseth och Olav Hansson) guldet inför den entusiastiska och talrika hemmapubliken. Norrmännen kämpade en jämn kamp mot österrikarna (Hans Wallner, Hubert Neuper, Armin Kogler och Andreas Felder) som endast var 0,9 poäng efter segrarna. I den individuella tävlingen i stora backen tog Bremseth en fjärdeplats, delad med Klaus Ostwald från Östtyskland. Bremseth och Ostwald var 2,1 poäng från prispallen.
Ole Bremseth har en silvermedalj (normalbacken i Raufoss 1982) och två bronsmedaljer (normalbacken i Mo i Rana 1983 och normalbacken i Vang 1986) från norska mästerskap. Hans sista norska mästerskapstävling var i Sprova 1987 där han blev nummer 12 i normalbacken.